# Helge Reumann
Helge Reumann (né à Uster en 1966) artiste suisse actif comme auteur de bande dessinée, plasticien et dessinateur. 
Auteur exigeant et influent, Reumann enseigne à la Haute École d'art et de design Genève.

## Biographie
Helge Reumann commence ses études à l'École des Arts Décoratifs de Genève en 1985. Après avoir obtenu son diplôme en 1990, il crée plusieurs studios, et en 1996, il attire l'attention des curieux: associé à Xavier Robel, il crée Elvis Studio, et se fait remarquer sur plusieurs productions. Camions et Poursuite (publié en 1998 et 2000) le distinguera particulièrement d'une vague de jeunes artistes: au-delà de quelques compétences techniques et d'un certain goût pour l'expérimentation graphique, Reumann crée un univers, toujours en évolution, qui sera encore développé et affiné. Cet univers est une description d'un monde corrosif, où l'espoir est régulièrement brisé par le fanatisme politique ou religieux, les obsessions de tous bords: un chaos qui serait si déprimant s'il n'était pas aussi fascinant, le regard de Reumann sur notre monde devient imperturbablement dérangeant. Il a reçu en 1998 le Prix Fédéral des Arts Appliqués de Berne, en 1999, il obtient la bourse d'art de l'Office Fédéral de la Culture de Berne. Et en 2002, il a reçu le prix Töpffer pour Bagarre, Sexy Guns en 2014 et SUV en 2019. Il a vécu à Montréal, a réalisé des pochettes d'albums (The Notwist, strom|morts et Choolers Division). 
On note la grande expérience du duo d'œuvres d'art qu'était Elvis Road, gigantesque livre en leporello (édité par PipiFax de Zurich, puis par Buenaventura Press pour l'Amérique du Nord). Elvis Road est une fresque hypnotique (comme un objet / livre merveilleux), Xavier Robel et Helge Reumann se sont relayés pendant un an, faisant d'un exercice collectif de réchauffement du poignet une œuvre incontournable de la création contemporaine en dessin. Ce cadavre exquis narratif est une démonstration d'une grande intensité créative. En 2002 création du label Elvis Stereo, consistant à publier des vinyles en 45 tours avec des musiciens locaux, sorte d'ethnomusicologie vernaculaire du canton de Genève. Bon nombre d'affiches et programmes ont été réalisées pour des groupes de musique. Le collectif a été dissous en 2014.

## Travail actuel

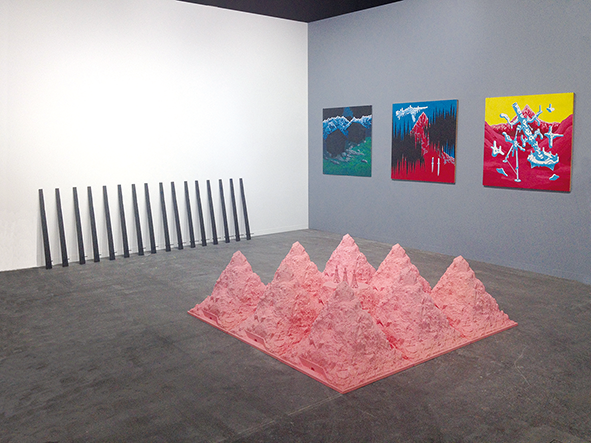
Installation pour le Centre d'art contemporain d'Yverdon (2019).

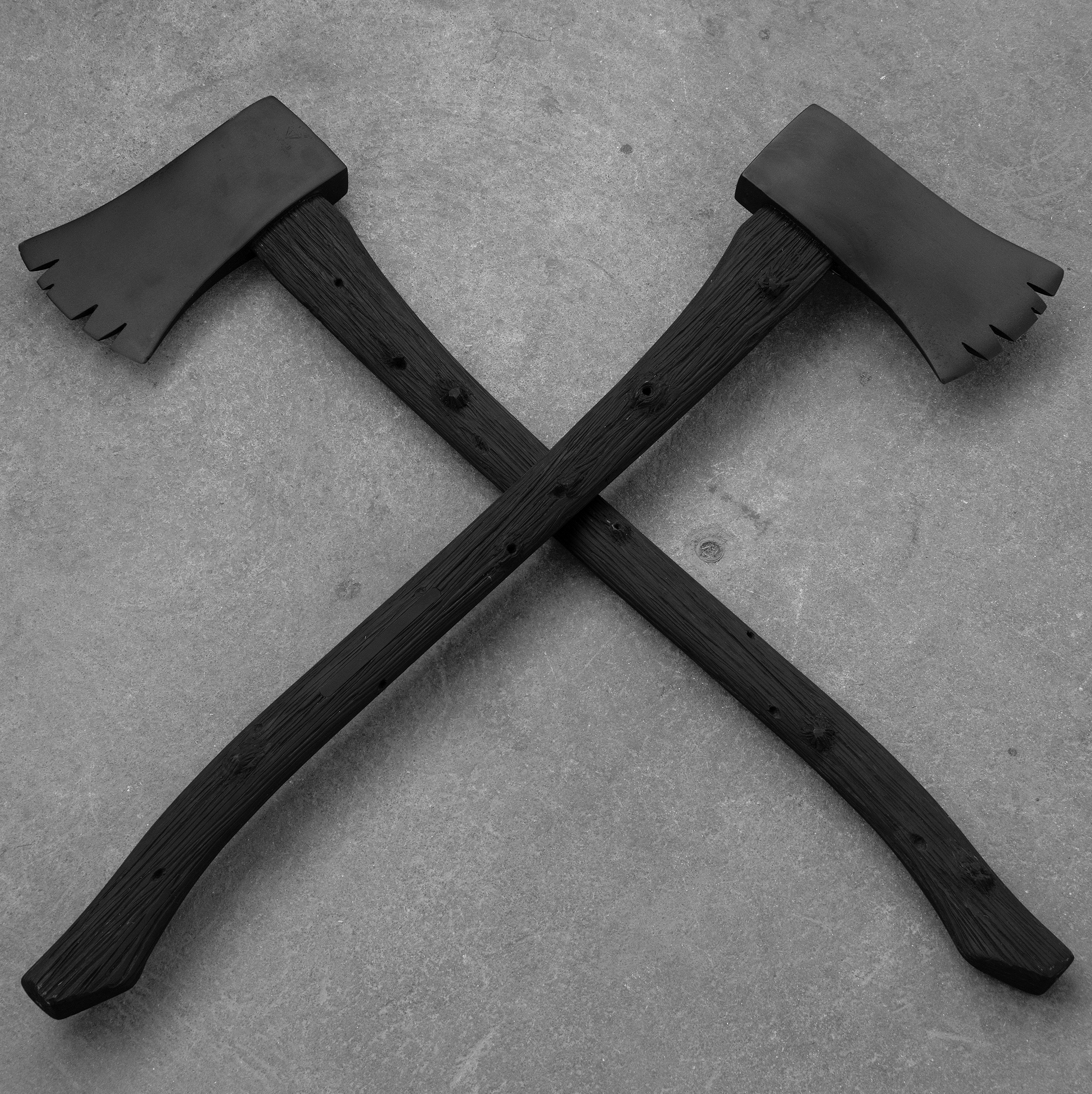
Haches (œuvre en résine, 2016).

Helge Reumann se consacre à la peinture et aux installations avec des multiples en résine. Travaille sur un projet mis en son par la formation de musique expérimentale suisse strom|morts intitulé "LotW" (Land of the Warehouses). Le travail en bande dessinée suit son cours avec de nouveaux projets de livres et une publication régulière dans des fanzines et dans la revue de comics culte Kramers Ergot éditée par Sammy Harkham.

## Publications
- Le Bus écorché, Bülb Comix, coll. « 2w », 1997[2].
- Camions, Drozophile, 1999  (ISBN 2-940275-01-7).
- Poursuite, Éditions du Rouergue, 2000  (ISBN 2-84156-211-5).
- Bagarre, Éditions du Rouergue, 2001  (ISBN 2-84156-336-7). Prix Rodolphe-Töpffer 2002.
- Super peurs, Bülb Comix, coll. « 2w », 2001 (OCLC 85326293).
- Vertige (avec Gunnar Lundkvist), United Dead Artists, 2012  (ISBN 978-2-37543-017-0).
- Black Médicine, Re:surgo, Berlin, 2012
- S.G. : Sexy Guns, United Dead Artists, 2014  (ISBN 978-2-37543-030-9). Prix Rodolphe-Töpffer 2014.
- Black Medicine Book (introduction de Charles Burns, préface de Christian Rosset), Atrabile, 2017  (ISBN 9782889230570).
- SUV, Atrabile, 2019  (ISBN 978-2-88923-081-5). Prix Töpffer Genève 2019.
- Totale Résistance, Atrabile, 2021  (ISBN 978-2889231058)
- Sudation, Genève, art&fiction, coll. « Sonar », 2022, 64 p. (ISBN 978-2-88964-032-4)

## Distinctions
- 1999 : Prix fédéral des arts appliqués
- 1999 : résidence à Cracovie octroyé par l'office fédéral de la culture
- 2002 : Prix Rodolphe-Töpffer  pour Bagarre
- 2003 : Prix du plus beau livre suisse, OFC, pour Elvis Road avec Xavier Robel, éd. Pipifax, Zürich, 2002
- 2004 : Bourse du Swedish Art Council avec Gunnar Lundkvist, Stockholm
- 2014 : Prix Rodolphe-Töpffer pour Sexy Guns
- 2014 : Bourse d’aide à la création, FMAC (Fonds Municipal d'Art Contemporain), Genève, attribué au collectif Elvis Studio
- 2014 : Bourse pour artistes de plus de 35 ans FMAC (Fonds Municipal d'Art Contemporain), Genève
- 2016 : Bourse d’aide à la création, FMAC (Fonds Municipal d'Art Contemporain), Genève
- 2019 : Prix Töpffer Genève pour SUV[3]
- 2019 : Attribution d'un atelier pour 3 ans du FMAC (Fonds Municipal d'Art Contemporain) à L'Usine de Genève

### Documentation
- Antoine Duplan, « Helge Reumann, l’éminence underground », sur Le Temps, 14 février 2020.
- Marius Chapuis, « «SUV», le fruit du conflit », sur liberation.fr, 10 mai 2019.